# The Sisters of Mercy
The Sisters of Mercy je британски готик рок бенд који је формиран 1980. у Лидсу, у Енглеској. Након постизања раног успеха у андерграунд круговима, бенд је имао комерцијални пробој средином 1980-их и одржавао га до средине 1990-их, када су престали да објављују нова издања у знак протеста против њихове издавачке куће. Тренутно бенд одржава само турнеје.
Бенд има три објављена студијска албума, од којих је последњи био издат 1990. Сваки албум је снимљен са другом поставом, осим певача и композитора Ендруа Елдрича (Andrew Eldritch) и ритам машине зване доктор Аваланш (Doktor Avalanche) који су једини стални чланови бенда. Елдрич и Аваланш такође су били укључени у The Sisterhood, сајд-пројекат настао услед Елдричевог спора са бившим члановима.
Бенд је престао са снимањем музике 1994. када су отпочели штрајк против њихове продуцентске куће Тајм Ворнер (Time Warner), коју су оптужили за ускраћивање хонорара и неспособност. Иако их је Тајм Ворнер разрешио уговора 1997. године, нису потписали уговор са другом кућом и одлучили су да не издају независно, упркос бројним новим песмама које изводе на својим концертима. 
Од 1985, када су остали чланови оригиналног бенда отишли, The Sisters of Mercy је постао средство уметничког изражавања Ендруа Елдрича. Бивши чланови групе су основали бендове Ghost Dance и The Mission.

## Историја

### Ране године  (1980 - 1983)
The Sisters of Mercy су 1980. у Лидсу, у Енглеској основали Ендру Елдрич и Гери Маркс, да задовоље своју жељу да се чују на радију.За то врујеме снимљен је и објављен сингл "Damage Done/Watch/Home of the Hit-man."На име бенда утицао је филм Роберта Алтмана McCabe & Mrs. Miller, који садржи пјесму Ленарда Коена „Sisters of Mercy“ са његовог албума "Songs of Leonard Cohen". На синглу, Маркс је свирао гитару преко појачала за вјежбање а Елдрич је био на бубњевима које је купио од Џона Ленгфорда.Сваки од њих је написао и певао пјесму: Елдрич je „Damage Done“, Маркс je „Watch“.
Бенд се прегруписао са Крејгом Адамсом на басу, док је Елдричево бубњање замијенила ритам машина, остављајући га да се концентрише на вокал. Ритам машина је крштена као "Доктор Аваланш", а сви њени бројни наследници задржали су овај надимак. Елдрич је преузео послове писања текстова, програмирања Доктора и продукције плоча, док је заједно са Марксом и (повремено) Адамсом писао музику.
Ово је постало оно што је општепризнато као прва права постава бенда. Почело је са инкарнацијом бенда Доктор/Елдрич/Маркс/Адамс који је свирао у дворани Riley Smith Hall of the Leeds University Union  почетком 1981. Пошто нико не може да се сјети тачног датума, за историјске сврхе, бенд и фанови су често прослављали је годишњицу концерта 16. фебруара 1981. на Алкуин колеџу у Јорку, што је била друга свирка бенда. Касније 1981. године, Бен Гунн је дошао у бенд као други гитариста. Елдричев меланхолични баритон, пулсирајући бас Крега Адамса, ритам Доктора Алванша и Марксова течна гитара довели су бенд до раног андерграунд успјеха. Године 1982, бенд је снимио The Body Electric црно-бијели сингл "Adrenochrome" за издавачку кућу CNT.. 
Синглови бенда су се редовно појављивали на независним листама УК; неки су постали синглови недјеље у разним британским инди часописима. Џон Ештон из Psychedelic Furs-a продуцирао је рани класик Alice. The Reptile House E.P је још један примјер раног рада Систерса и обележава зрелог писца Елдрича (који је написао, продуцирао и [наводно] свирао све инструменте на њему).
Крајем 1983, након веома успјешног сингла Temple of Love, бенд је потписао уговор са великом издавачком кућом WЕА. У исто вријеме Ган је отишао у атмосфери једногласне горчине. Ган је изјавио да се не слаже са смјером у ком је Елдрич кренуо са бендом, који је, према ријечима Гана, почео као шала на озбиљним рокенрол одјевним комбинацијама, али је на крају то постао. Ган је такође поменуо сукобе личности са Елдричем као разлог свог одласка.

## Дискографија

### Студијски албуми
- (1985)
- (1987)
- (1990)

### Компилације
- Some Girls Wander by Mistake (Merciful Release, East West) - 1992
- A Slight Case of Overbombing (Merciful Release, East West) - 1993
- BBC Sessions 1982–1984 (BBC, Warner Music) - 2021

### ЕП-ови
- Alice (Merciful Release) - 1983
- The Reptile House (Merciful Release) - 1983
- The Body and Soul (Merciful Release, WEA) - 1984

### Синглови
- The Damage Done - 1980
- The Body Electric - 1982
- Alice - 1982
- Anaconda - 1983
- Temple of Love - 1983
- Body and Soul - 1984
- Walk away - 1984
- No time to cry - 1985
- This corrosion - 1987
- Dominion - 1988
- Lucretia My Reflection - 1988
- More - 1990
- Doctor Jeep - 1990
- When You Don't See Me - 1991
- Temple of Love (1992) - 1992
- Under the Gun - 1993

## Чланови
- Ендру Елдрич - вокал, клавијатуре, програмирање ритам машине
- Бен Кристо - гитара, пратећи вокал, бас
- Кај (Есприт Д'Ер) - гитара, пратећи вокал